# هارالد كارغر
هارالد كارغر (بالألمانية: Harald Karger)‏ هو لاعب كرة قدم ألماني في مركز الهجوم، ولد في 14 أكتوبر 1956 في فايلبورغ في ألمانيا. لعب مع آينتراخت فرانكفورت.

## وصلات خارجية
- هارالد كارغر على موقع قاعدة بيانات كرة القدم.إي يو (الإنجليزية)